# Bischofsmütze (Kaktus)

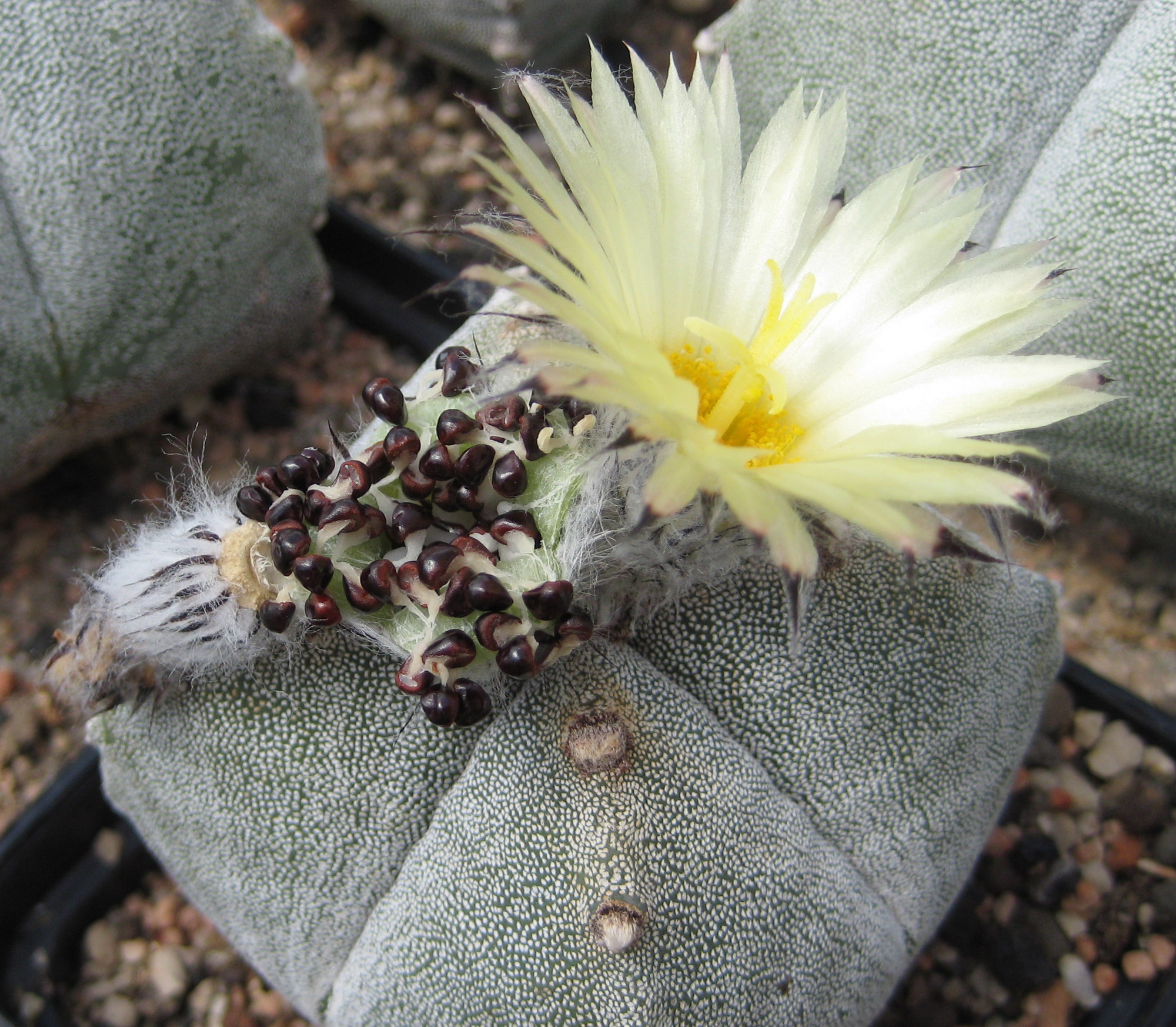
Vierrippiges Astrophytum myriostigma mit sich öffnender Frucht und Blüte.

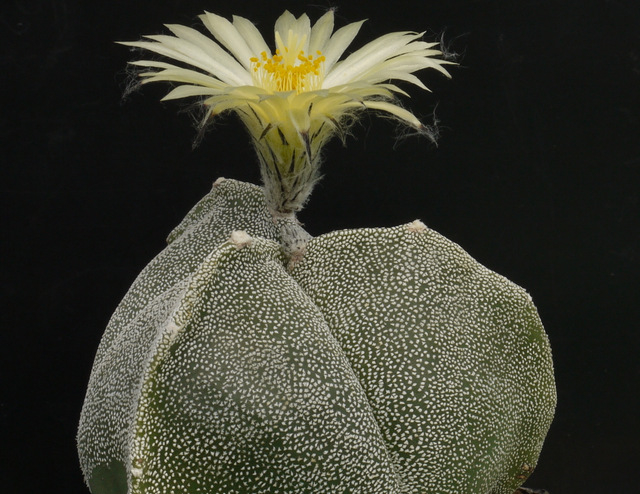
Astrophytum myriostigma 'Tricostata

Die Bischofsmütze (Astrophytum myriostigma) ist eine Art aus der Gattung Astrophytum in der Familie der Kakteengewächse (Cactaceae). Das Artepitheton myriostigma leitet sich von den griechischen Worten „μύριος“ (myrios) für unzählig und „στίγμα“ (stigma) für Punkt, Fleck ab. Weitere Trivialnamen neben „Bischofsmütze“ sind „Mitra“ und „Bonete de Obispo“.

## Beschreibung
Astrophytum myriostigma ist von kugelförmigen bis zylindrischen Wuchs. Die Triebe sind mit dichten Büscheln von weißen Trichomen bedeckt und erscheinen daher weißlich. Sie erreichen eine Wuchshöhe von 10 bis 25 Zentimetern und einen Durchmesser von 10 bis 18 Zentimeter. Auf den für gewöhnlich 5 breit-dreieckigen Rippen befinden sich im Abstand von 10 bis 20 Millimetern runde Areolen. Dornen sind nicht vorhanden.
Die 6 bis 7 Zentimeter langen Blüten sind gelb. Die Kelchblätter sind schwarz gespitzt, die Kronblätter gezähnelt. Die Staubfäden und der Griffel sind gelb, die Narbe ist meist 7-teilig. Die länglich-runden, grünen Früchte platzen sternenförmig auf.

## Verbreitung, Systematik und Gefährdung
Astrophytum myriostigma ist hauptsächlich in der Chihuahua-Wüste in Nord- und Mittel-Mexiko verbreitet.
Die Erstbeschreibung durch Charles Lemaire wurde 1839 veröffentlicht. Ein weiteres nomenklatorisches Synonym ist Echinocactus myriostigma (Lem.) Salm-Dyck (1845). Taxonomische Synonyme sind unter anderem Astrophytum depressum Lawr. (1841), Astrophytum prismaticum Lem. (1868), Astrophytum quadratum Cobbold (1899), Astrophytum quadricostatum (H.Moeller) Houghton (1930), Astrophytum columnare (K.Schum.) Sadovsky & Schütz (1979), Astrophytum tulense (K.Kayser) Sadovsky & Schütz (1979) und Astrophytum mirum Halda & Panar. (2000).
In der Roten Liste gefährdeter Arten der IUCN wird die Art als „Least Concern (LC)“, d. h. als nicht gefährdet geführt.

## Nachweise

## Weiterführende Literatur
- Richard R. Montanucci: Taxonomic History and Status Of the Coahuila Bishop’s Cap. In: Haseltonia. Band 14, 2008, S. 176–184 (doi:10.2985/1070-0048-14.1.176).